# Axel Lindqvist
Axel Martin Lindqvist (15. November 1882 in Malmö – 27. September 1959 in Göteborg)  war ein schwedischer Sprach- und Literaturwissenschaftler sowie Germanist und Lektor. Seine Forschungsschwerpunkte waren althochdeutsche, mittelhochdeutsche und ältere niederdeutsche Literatur sowie die schwedische Syntax und Wortgeschichte.

## Werk
Lindqvists wichtigstes sprachwissenschaftliches Werk war die wortgeschichtliche Studie über Wortbildung und Wortwahl im Althochdeutschen (1936). Er behauptete, dass die althochdeutsche Sprache aus Sicht des Lateinischen als „sub specie latinitatis“ anzusehen sei. Der allergrößte Teil der erhaltenen althochdeutschen Literatur besteht aus aus dem Lateinischen übersetzten Texten mit einem religiösen und philosophischen Begriffsapparat, der im Deutschen bis dahin fehlte. Die übersetzenden Mönche standen daher vor der sehr schwierigen Aufgabe, adäquate Äquivalente zu finden, die Lindqvist mit seiner hervorragenden Lateinkompetenz analysierte. Für die Erforschung des „Deutsch und Latein“-Komplexes von Werner Betz waren die Arbeiten von Lindqvist von großer Bedeutung. Lindqvist erhielt für seine Leistungen im Jahr 1933 den schwedischen Nordstern-Orden und 1957 die Goethe-Medaille in Gold.

## Privatleben
Axel Lindqvist war der Sohn von Anders Baumeister und Maria, geb. Landgren. 1901–1909 studierte er Nordistik, Germanistik und Latein in Lund. Als Schüler von Axel Kock erfolgte seine Promotion 1912 in Lund: Förskjutningar i förhållandet mellan grammatiskt och psykologiskt subjekt i svenskan (Verschiebungen im Verhältnis zwischen grammatischem und psychologischem Subjekt im Schwedischen).
1916 heiratete er Elisabeth Dagmar, geb. Friman am 18. Dezember 1891, gest. 9. April 1967 in Lund.

## Laufbahn
Lindqvist war 1912–1917 Dozent für Nordische Sprachen an der Universität Lund, dann 1917–1920 Dozent für Deutsche Sprache, 1918–1927 Oberstudienrat für Schwedisch an einem Gymnasium in Hälsingborg, 1927–1935 Oberstudienrat für Schwedisch und Latein an einem Gymnasium in Stockholm, 1928–1935 Privatdozent für Deutsche Sprache an der Hochschule Stockholm, 1935–1951 Professor für Deutsche Sprache an der Hochschule Göteborg, danach ging er in den Ruhestand
Lindqvist war 1937–1959 Mitglied der Königlichen Wissenschafts- und Literaturgesellschaft in Göteborg sowie 1932–1945 Mitglied der Akademie zur Wissenschaftlichen Erforschung und Pflege des Deutschtums, der Deutsche Akademie in München. In den Jahren 1947–1959 war er Mitglied der Maatschappij der Nederlandse Letterkunde (Ges. für niederländische Literatur u. Literaturwissenschaft).